# Kalypso Media
Kalypso Media GmbH é uma desenvolvedora de jogos eletrônicos e publicadora alemã. Fundada no Verão de 2006 por veteranos da indústria como Simon Hellwig e Stefan Marcinek, a empresa publicou e/ou desenvolveu uma série de títulos, tais como: Sins of a Solar Empire, Ceville, Dungeons, Airline Tycoon, Boulder Dash, DarkStar One, Disciples, Patrician IV, Tropico 3, Tropico 4 e Tropico 5.

## Historia
A Kalypso Media foi fundada no verão de 2006 na cidade de Worms na Alemanha, localizada na área metropolitana de Frankfurt. A empresa emprega mais de 120 pessoas. Kalypso Media hoje tem escritórios de publicação na Alemanha, Grã-Bretanha e na América do Norte e dirige uma rede de distribuição online. A partir de março de 2017, Kalypso executa dois estúdios de desenvolvimento em casa na Alemanha:
- Realmforge Studios, localizado em Munique. Desenvolvedores de M.U.D. TV (2010), Dungeons (2011), Dark (2013), Dungeons 2 (2015), e Dungeons 3 (2017).
- Gaming Minds Studios, localizado em Gütersloh. Formado em 2009 com ex-funcionários de Ascaron Depois que ele faliu naquele ano e vendeu a maior parte de seus ativos para Kalypso. Desenvolvedores da porta Xbox 360 de Darkstar One: Broken Alliance (2010), Patrician IV (2010), Port Royale 3 (2012), Rise of Venice (2013), Grand Ages: Medieval (2015) e Railway Empire (2018).

Estúdios antigos: 
- Noumena Studios, com sede em Berlim. Formado em 2010 pela antiga Silver Style Entertainment (1993 – 2010), funcionários após a falência de sua empresa-mãe TGC e Kalypso da aquisição de ativos de TCG. Mais tarde renomeado Skilltree Studios em 2014, e fechou em março de 2016.